# Estadio Municipal de Ipurua
Ipurua er et multifunktionelt stadion i Eibar, Baskerlandet, Spanien. Det bruges primært til fodboldkampe og er hjemmebane for SD Eibar.  Stadion har plads til 5,250 (kun siddepladser) og blev bygget i 1947.